# Demonax languidus
Demonax languidus är en skalbaggsart som beskrevs av Holzschuh 1992. Demonax languidus ingår i släktet Demonax och familjen långhorningar. Inga underarter finns listade i Catalogue of Life.